# Classe Boston
Gli incrociatori classe Boston sono stati i primi incrociatori lanciamissili del mondo. Le due navi di questa classe sperimentale erano originariamente due incrociatori pesanti della classe Baltimore, Boston (CA-69) e Canberra (CA-70) andati in disarmo dopo la seconda guerra mondiale rispettivamente nel 1946 e nel 1947 e riconvertiti in incrociatori lanciamissili.
L'origine dei lavori di trasformazione si ebbe quando nel corso degli anni cinquanta iniziò a delinearsi chiaramente l'importanza del missile come strumento, unico e necessario per la difesa a lungo e medio raggio da contrapporre alla costante e seria minaccia aerea, rappresentata dai nuovi velivoli, sempre più sofisticati ed agguerriti, ai quali l'artiglieria di bordo non era più in grado di costituire un mezzo di contrasto efficace. Le due unità che rappresentarono un banco di prova sperimentale, costituirono la classe Boston.

## I lavori di trasformazione
I lavori vennero avviati a partire dal febbraio 1952 e le due navi, che erano ancorate in riserva a Bremerton, vennero rimorchiate rispettivamente all'Arsenale di Filadelfia (USS Boston) e al New York Shipbuilding di Camden (USS Canberra) rientrando in servizio rispettivamente il 1º novembre 1955 e il 15 giugno 1956.
I lavori di riconversione comportarono la parziale ricostruzione delle due unità che mantennero lo scafo, l'apparato di propulsione le due torrette triple prodiere sovrapposte da 8 pollici e i cinque complessi binati da 5 pollici, mentre venne rimossa la torre poppiera tripla da 8 pollici e la relativa struttura di supporto, sostituita da due lanciamissili singoli per missili antiaerei Terrier, con i depositi che vennero trasformati nei magazzini per lo stivaggio e la manutenzione dei missili e dei loro componente, mentre vennero mantenute La sovrastruttura è stata modificata per l'installazione del radar di tiro dei missili e per accogliere la nuova elettronica di bordo e venne eliminato uno dei due fumaioli, per cui è stato modificato il percorso delle condotte di scarico delle caldaie per convogliare i gas di scarico nell'unico fumaiolo rimasto. Il torrione comando venne completamente ricostruito con sistemazioni interne più ampie e razionali che comprendevano anche una Centrale Operativa di Combattimento (COC; CIC o Combat Intormation Center nella US Navy) su due livelli.
Nel corso del decennio la Marina Militare Italiana avrebbe seguito la stessa strada nell'ammodernamento dell'incrociatore Giuseppe Garibaldi, prima unità missilistica italiana.
A causa della natura sperimentale della classe Boston, le navi hanno ricrvuto modifiche solamente parziali, riservando modifiche più radicali se i nuovi sistemi d'arma avessero avuto successo ed era prevista la sostituzione delle torri prodiere con altrettanti sistemi missilistici Terrier.

## Servizio
Le navi sono state impiegate a rotazione dalle principali flotte della US Navy tra cui la 6ª Flotta del Mediterraneo; nella seconda metà degli anni sessanta essendo diventati ormai obsoleti i missili Terrier e i relativi radar di guida vennero rimossi e i depositi dei missili trasformati in alloggi e depositi e le due unità riclassificate incrociatori pesanti prendendo parte in questo ruolo alla guerra del Vietnam dove vennero impiegate nel bombardamento costiero.
Le varie proposte per un limitato ammodernamento o per una loro completa ricostruzione sono state accantonate e le due unità nel 1970 sono state poste in riserva, il Canberra il 16 febbraio e la capoclasse Boston il 5 maggio. Il Boston, radiato il 5 aprile 1974, è stato venduto per demolizione il 28 marzo 1975, mentre il Canberra radiato il 31 luglio 1978 è stato venduto per demolizione esattamente due anni dopo, il 31 luglio 1980.

## Galleria d'immagini
Le due unità dopo i lavori di trasformazione

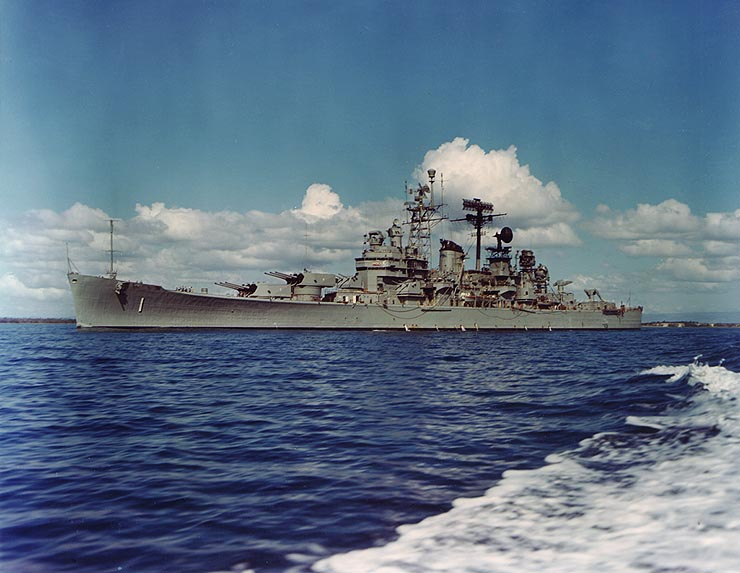
USS Boston
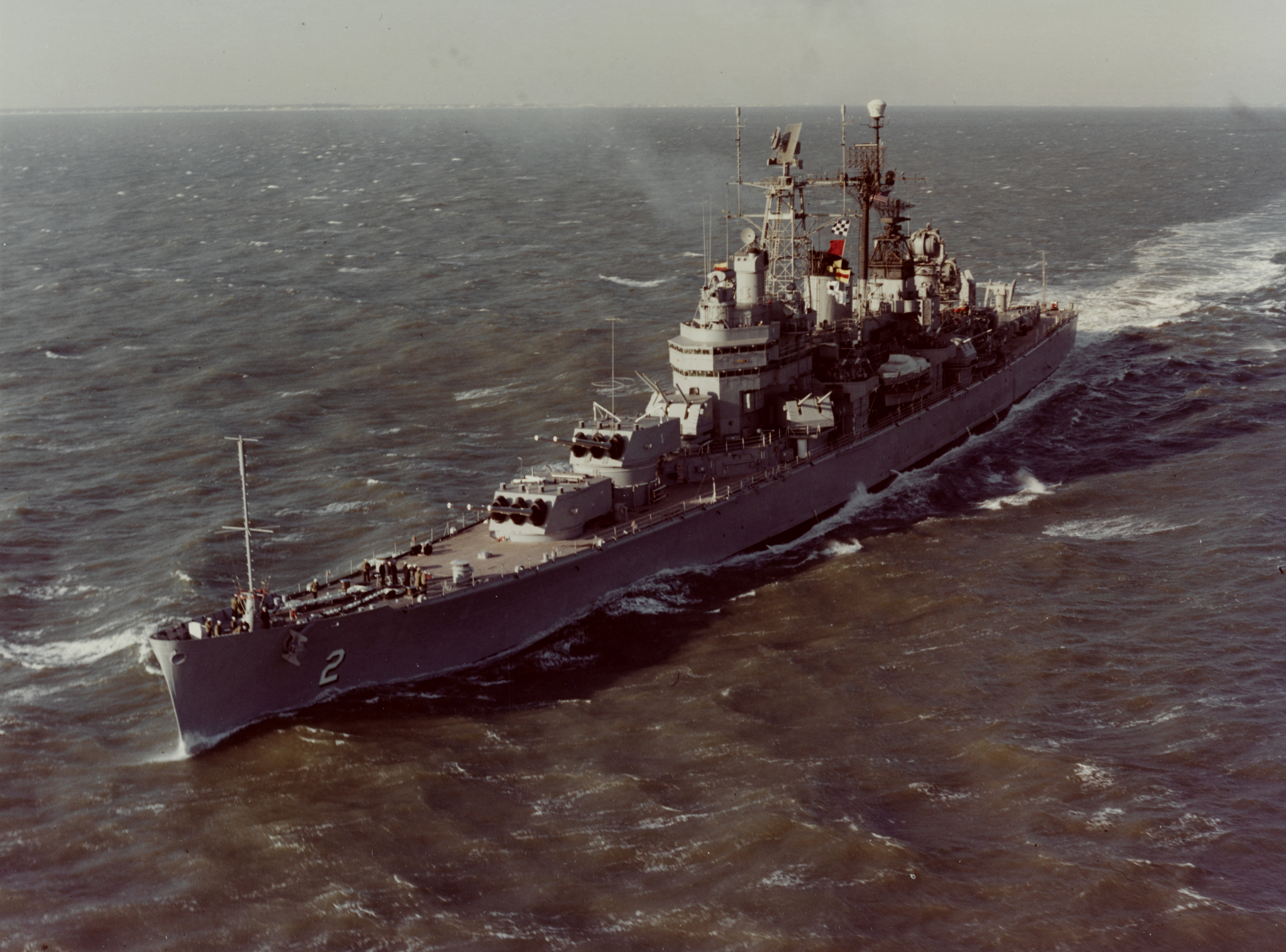
USS Canberra